# 弗里斯兰省
弗里斯兰省（荷蘭語發音：[ˈfrislɑnt] ⓘ，[ˈfrislɔːn] ⓘ），是位于荷兰北部的一个省，屬於弗里斯兰的一部分。人口為649,944（2020年1月），首府呂伐登。菲仕蘭省以茂盛的草地、湖泊和優質的奶牛群聞名世界。
在1996年底以前，荷兰文的「Friesland」一直是官方名稱。但在1997年，正式名稱改為弗里斯兰文的「Fryslân」。不過「Friesland」至今依然經常使用，並且是荷蘭文翻譯的官方名稱。

## 地理

菲仕蘭省衛星影像

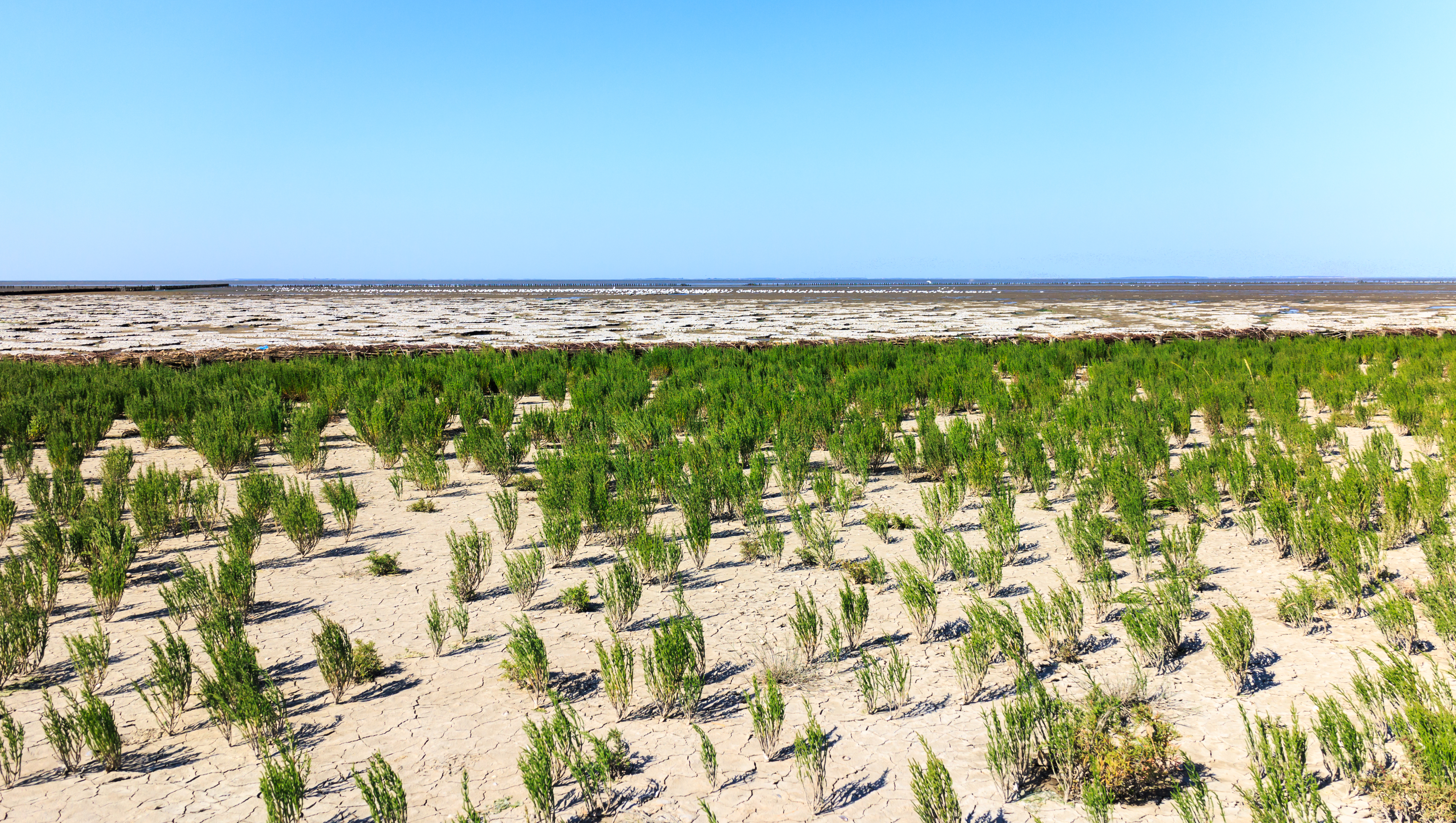
瓦登海

菲仕蘭省位於荷蘭西北部，北臨北海，西北側有西弗里西亞群島。這些島嶼僅有少數人居住，大多被列為自然保護區；位於菲仕蘭省本土與西弗里西亞群島之間的淺海瓦登海則因為其豐富的潮間帶自然景觀以及野生生物的多樣性，被聯合國教科文組織列為世界遺產之一。
如果包含水域，菲仕蘭將是荷蘭面積最大的省份；僅就土地面積而言，則是第三大省。與大部分荷蘭的地區一樣，菲仕蘭省的地勢平坦，大部分在海平面以下。
菲仕蘭省的運輸從早期便是以水運為主，除有較長的海岸線，境內運河、湖泊遍佈，共有三十個內陸湖泊。
弗里斯蘭省有四個國家公園：劳沃斯湖国家公园（部分位於格羅寧根省）、斯希蒙尼克岛国家公园、旧菲嫩国家公园及德伦特 - 弗里斯荒原国家公园（部分位於德倫特省）。

## 文化

### 語言
该省擁有自己的方言－西弗里斯兰语。除了弗里斯兰省外，格羅寧根省東部也有小部分地區使用該語言。相似的語言有德國萨特兰（Saterland）的萨特弗里斯兰语和北弗里斯兰（North Friesland）的北弗里斯兰语。
根據2007年進行的一項研究，弗里斯蘭省有54.3％的居民以西弗里斯蘭語作為母語，其次是荷蘭語，佔34.7％；傳統上講弗里斯蘭語的人在城市地區較少，而在農村地區則占主導地位。

### 體育
目前在弗里斯蘭有兩家主要的足球俱樂部：呂伐登的SC甘堡爾和海倫芬的海倫芬體育俱樂部。
弗里斯兰省還擁有其他別具特色的體育活動。十一個城市巡迴賽是一項長途巡迴溜冰比賽，這項競賽穿越該省所有11個歷史名城。僅當沿整個路線的天然冰層至少有15厘米（6英寸）厚時，巡迴賽才會舉行。Fierljeppen是弗里斯蘭人的一項傳統水上運動，與撐竿跳高有些相似，選手須利用一枝長竹竿試著跳躍過運河。

## 經濟

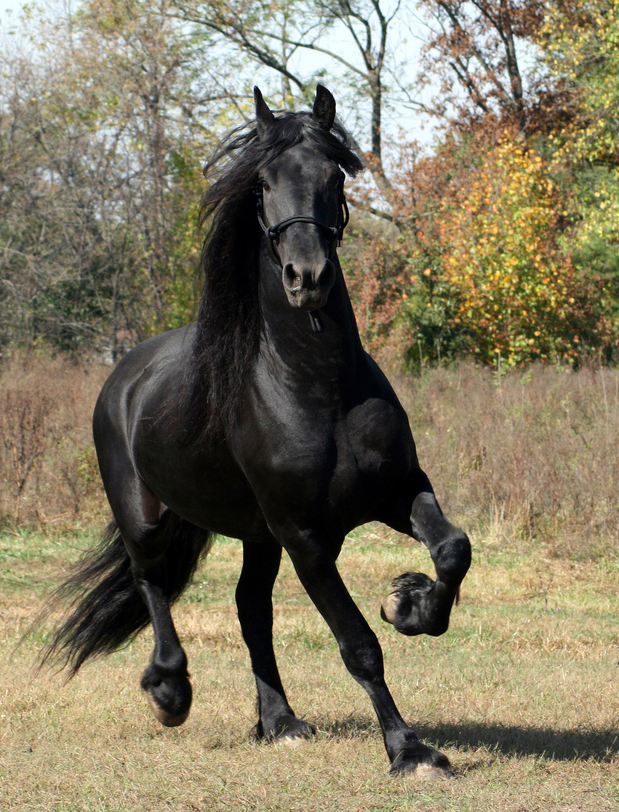
弗里斯兰马

该省是以農業為主的省份，尤其是畜牧業較為發達，酪農業的外銷收入為弗里斯蘭人重要的經濟來源。著名的黑白雙色荷斯坦牛（Holstein）與弗里斯兰马（Friesian horse）皆源自於此。農業主要種植玉米和馬鈴薯，穀物的部分則是冬麥和夏麥。
旅遊業是該省另一重要收入來源，最重要的旅遊景點為西南部的湖與北部瓦登海中的小島。Asset Control等科技業公司也將基地設立於此。

## 市镇
- 阿赫特卡斯珀伦（Achtkarspelen）
- 阿默兰（Ameland）
- 博伦斯特海姆（荷兰语：Boornsterhem，西弗里斯兰语：Boarnsterhim）
- 博尔斯瓦德（Bolsward）
- 丹蒂马代尔（荷兰语：Dantumadeel，西弗里斯兰语：Dantumadiel）
- 栋厄拉代尔（Dongeradeel）
- 费尔韦德拉代尔（Ferwerderadiel）
- 弗拉讷克拉代尔（Franekeradeel）
- 哈斯特兰-斯洛滕（荷兰语：Gaasterland-Sloten，西弗里斯兰语：Gaasterlân-Sleat,）
- 哈灵根（Harlingen）
- 海伦芬（Heerenveen）
- 海特比尔特（Het Bildt）
- 科吕默兰和新克勒伊斯兰（Kollumerland c.a.）
- 吕伐登（Leeuwarden）
- 莱瓦德拉代尔（Leeuwarderadeel）
- 莱姆斯特兰（Lemsterland）
- 利滕瑟拉代尔（荷兰语：Littenseradeel，西弗里斯兰与：Littenseradiel）
- 梅纳尔迪马代尔（Menaldumadeel）
- 奈厄菲德（Nijefurd）
- 东斯泰灵韦夫（Ooststellingwerf）
- 奧普斯特兰（Opsterland）
- 斯希蒙尼克奥赫（Schiermonnikoog）
- 斯哈斯特兰（Skarsterlân）
- 斯马灵厄兰（Smallingerland）
- 西弗里斯兰（Súdwest Fryslân）
- 斯內克（Sneek）
- 泰尔斯海灵（Terschelling）
- 蒂切克斯特拉代尔（Tytsjerksteradiel）
- 弗利兰（Vlieland）
- 西斯泰灵韦夫（Weststellingwerf）
- 翁瑟拉代尔（Wûnseradiel）
- 温布里策拉代尔（Wymbritseradiel）

## 外部連結
- Province of Fryslân
- Provincial Tourist Board
- Frisian Film Archive （页面存档备份，存于）
- .  (第11版). London. 1911.